# بوئنا ویستا (پنسیلوانیا)
بوئنا ویستا (به انگلیسی: Buena Vista) یک منطقهٔ مسکونی در ایالات متحده آمریکا است که در شهرستان الگینی، پنسیلوانیا واقع شده‌است. بوئنا ویستا ۲۳۲٫۸۷ متر بالاتر از سطح دریا واقع شده‌است.